# NGC 1265
NGC 1265 (również PGC 12287 lub UGC 2651) – galaktyka eliptyczna (E), znajdująca się w gwiazdozbiorze Perseusza. Odkrył ją 14 listopada 1884 roku Guillaume Bigourdan. Należy do Gromady w Perseuszu.
Według ustaleń z 2017 roku bardziej prawdopodobne jest, że Bigourdan w rzeczywistości zaobserwował inną galaktykę w tej okolicy (o oznaczeniach IC 312 lub PGC 12279), lecz błędnie podał różnicę deklinacji względem gwiazdy referencyjnej, w wyniku czego obliczona pozycja obiektu była też błędna. W takim wypadku galaktyka IC 312 powinna nosić alternatywne oznaczenie NGC 1265. W literaturze oznaczenie NGC 1265 jest jednak powszechnie używane w odniesieniu do galaktyki PGC 12287.